# Sotsvegueria d'Igualada
| \| \| 1716 \| → \|       |      |   |
|                          |      |   |
| • Decrets de Nova Planta | 1716 |   |
|                          | 1716 | → |

La Sotsvegueria d'Igualada és una sotsvegueria, una antiga demarcació administrativa, depenent de la vegueria de Vilafranca i després de la vegueria de Barcelona. La sotsvegueria comprenia la rodalia d'Igualada i no sempre ocupà el mateix territori, ja que el 1467 se li integrà els pobles de Capellades, Castellolí, Claramunt, Espoia, Espelt, Òdena, Orpí, la Torre de Claramunt, Sant Martí de Tous i Vilanova del Camí. El 1508 perdé els termes dels castells d'Òdena, Montbui i Claramunt en favor de la vegueria de Manresa durant un temps. I durant un temps pertanyeren a la sotsvegueria Rubió, Jorba i Copons que més tard foren retornats a la vegueria de Cervera.
El 1233 constava com a sotsvegueria de la Vegueria de Vilafranca o del Penedès, desaparegué al segle xiv i al mateix segle, el 1381, passà a formar part de la Vegueria de Barcelona. Amb els decrets de Nova Planta es posà fi a la sotsvegueria i el territori passà a pertànyer al corregiment de Vilafranca.